# Leichte Kavallerie
|  | Per a altres significats, vegeu «Cavalleria lleugera». |

Leichte Kavallerie (en alemany, Cavalleria lleugera) és una opereta en dos actes del compositor Franz von Suppé amb llibret de Karl Costa. Va ser estrenada el 21 de març de 1866, al Carltheater de Viena. Avui en dia aquesta opereta és coneguda bàsicament per la seva famosa obertura.

## Context
Sovint es diu que aquesta opereta, que parodia als militars austríacs, va ser prohibida després de la guerra que Àustria va perdre davant Prússia el 1867, però aquesta afirmació és tan incorrecta com la contrària, segons la qual no es podia interpretar per constituir una glorificació dels militars. La vida hússar representada en l'obra es veu en ella idealitzada, però en cap cas glorificada.
Cavalleria lleugera va ser la primera opereta vienesa en introduir elements hongaresos en la música, molt abans que el Baró gitano de Johann Strauss fill (estrenada el 1895), i també la primera a tractar temes militars.
A partir d'aquesta opereta Cavalleria lleugera, Hans Bodenstedt va fer l'any 1934 una reelaboració, a la qual l'acció té lloc al voltant de 1750 al Castell de Rheinfels, i que aborda la qüestió de què es pot fer si el senyor del castell gasta els seus diners en amants, amb la conclusió de la creació d'una autèntica cavalleria per sostreure diners destinats a altres finalitats.

## Personatges
| Paper                           | Tessitura    | Intèrprets de l'estrena, 21 de març de 1866 (Director: Moriz Meyer) |
| ------------------------------- | ------------ | ------------------------------------------------------------------- |
| Bums, l'alcalde                 | baix         | Louis Grois                                                         |
| Apollonia, la seva dona         | contralt     | Minna Walter                                                        |
| Jimber Pankraz, un regidor      | parlat       | Josef Matras                                                        |
| Eulàlia, la seva dona           | mezzosoprano | Bachmann                                                            |
| Weissling, un forner            | parlat       | Köbring                                                             |
| Dorothea, la filla de Weissling | soprano      | Rutlaud                                                             |
| Kitt, un vidrer                 | parlat       | Braunmüller                                                         |
| Regina, la filla de Kitt        | soprano      | Flintzer                                                            |
| Vilma, una orfe                 | soprano      | Karoline Mayer                                                      |
| Hermann, enamorat de Vilma      | tenor        | Albert Telek                                                        |
| Janos, un hússar                | baix         | Karl Treumann                                                       |
| Stefan, un hússar               | tenor        | Franz Eppich                                                        |
| Carol, un hússar                | parlat       | Voll                                                                |

## Argument
Acte I - Plaça del mercat
Vilma va ser una nena orfe. Ara s'ha convertit en una dona molt jove que porta de cap a tots els homes. Les esposes del poble la troben insuportable i decideixen queixar-se a l'alcalde Bums i al regidor Pankraz pel comportament dissolut de Vilma. Ambdós, Bums i Pankraz, estan secretament enamorats de Vilma, però a instàncies de les seves geloses esposes, es convoca un consell per decidir si s'exilia a Vilma. El consell no arriba a cap conclusió.
Vilma viu despreocupa del que diu la gent, perquè està enamorada de Hermann. Aquest idil·li es veu interromput per l'arribada del hússars hongaresos, que són sota les ordres del sergent Janos, i que són rebuts per una quarta part dels ciutadans, amb presència de moltes dones que els reben amb crits d'alegria.
Acte II - Plaça del mercat
Hermann i Vilma intentant casar-se sense èxit. El tutor de Vilma, que és l'alcalde Bums, nega el seu consentiment, ja que ell mateix espera encara poder conquerir la bella jove. Decebut, Hermann vol unir-se als hússars, i parla d'això amb Janos. Janos voldria ajudar a Hermann, perquè s'ha adonat de com és la gent del poble amb els modests. Vol fer una broma a tots els habitants -homes i dones- per donar-los una lliçó.
Janos promet a Bums i Pankraz d'organitzar un tête-à-tête secret amb Vilma. En comptes de Vilma fa anar a la cita l'Eulàlia, l'esposa de Pankraz. Eulàlia, que no s'oposa a la idea d'una aventura amb Janos,
creu haver conquerit al bell oficial. Janos també ha previst que Apollonia, l'esposa de Bums, sigui allà d'amagat per escoltar tot el que passi. Coincidint amb tot allò, els hússars Carol i Stefan es troben amb les filles de l'alcalde, Dorothea i Regina.
Janos sent compassió dels amants infeliços, Hermann i Vilma,
perquè ell també va patir una experiència similar. Quan era jove li agradava
Zinka, perquè ell era pobre, i no se li va permetre casar-se amb ella. Va haver de partir i mai la va tornar a veure. Mentre pensa en el seu vell amor,
sent una cançó hongaresa que ell havia cantat amb Zinka, i que ningú
més coneixia. Però no és pas Zinka qui canta aquella trista cançó, sinó Vilma, qui la va aprendre de la seva mare quan ella era una nena.
Janos cerca la cantant en la foscor, i a qui troba és a Vilma. Les respostes de Vilma a les preguntes de Janos
revelen que Vilma és, de fet, la filla il·legítima de Janos que ell mai va conèixer. La seva
alegria per la troballa de la seva filla queda, però, mitigada pel seu enuig pel tractament que
Vilma ha rebut de la gent del poble. La broma que havia planejat ja s'ha consumat. Després d'haver deixat a tots els participants en ridícul, Janos
obliga a l'alcalde que accepti el casament de Vilma i Hermann.
Tan bon punt Bums dona la seva benedicció, sona el senyal de marxa del regiment. Els hússars es reuneixen a la plaça del mercat i munten a cavall, alegres com quan van arribar. La Cavalleria lleugera ha complert fer el seu deure.

## Enregistraments
Hi ha un únic enregistrament de l'opereta, fet per l'ORF l'any 1968, i que durant molt de temps no va estar disponible per raons de drets d'autor, fet amb les veus, entre d'altres, de Karl Terkal, Kurt Preger, Laurence Dutoit i Marianne Lozal, amb la Gran Orquestra de la Ràdio de Viena, sota la direcció de Max Schönherr. L'any 2009 va ser editat pel segell Hamburger Archiv für Gesangskunst (HAFG).

## Altres
L'equip de futbol Eintracht de Frankfurt fa sonar l'obertura de l'opereta per celebrar els seus gols.